# Tiszaszentmárton
Tiszaszentmárton ist eine ungarische Gemeinde im Kreis Záhony im Komitat Szabolcs-Szatmár-Bereg.

## Geografische Lage
Tiszaszentmárton liegt fünf Kilometer südöstlich der Stadt Záhony, 500 Meter von der Theiß entfernt. Ungarische Nachbargemeinden sind Zsurk und Eperjeske. Jenseits der ukrainischen Grenze liegen die Orte Solowka (Соловка) und Essen (Есень).

## Geschichte
Im Jahr 1913 gab es in der damaligen Kleingemeinde 157 Häuser und 1001 Einwohner auf einer Fläche von 2883 Katastraljochen. Sie gehörte zu dieser Zeit zum Bezirk Tisza im Komitat Szabolcs.

## Gemeindepartnerschaft
- Essen (Есень), Ukraine

## Sehenswürdigkeiten
- Denkmal Szent Márton és a Koldus, erschaffen von Lajos Bíró
- Heimatmuseum (Tájház)
- Reformierte Kirche

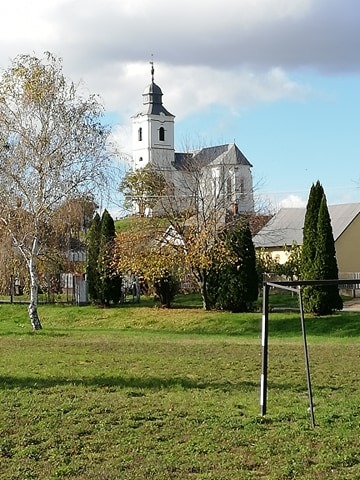
Blick auf die reformierte Kirche
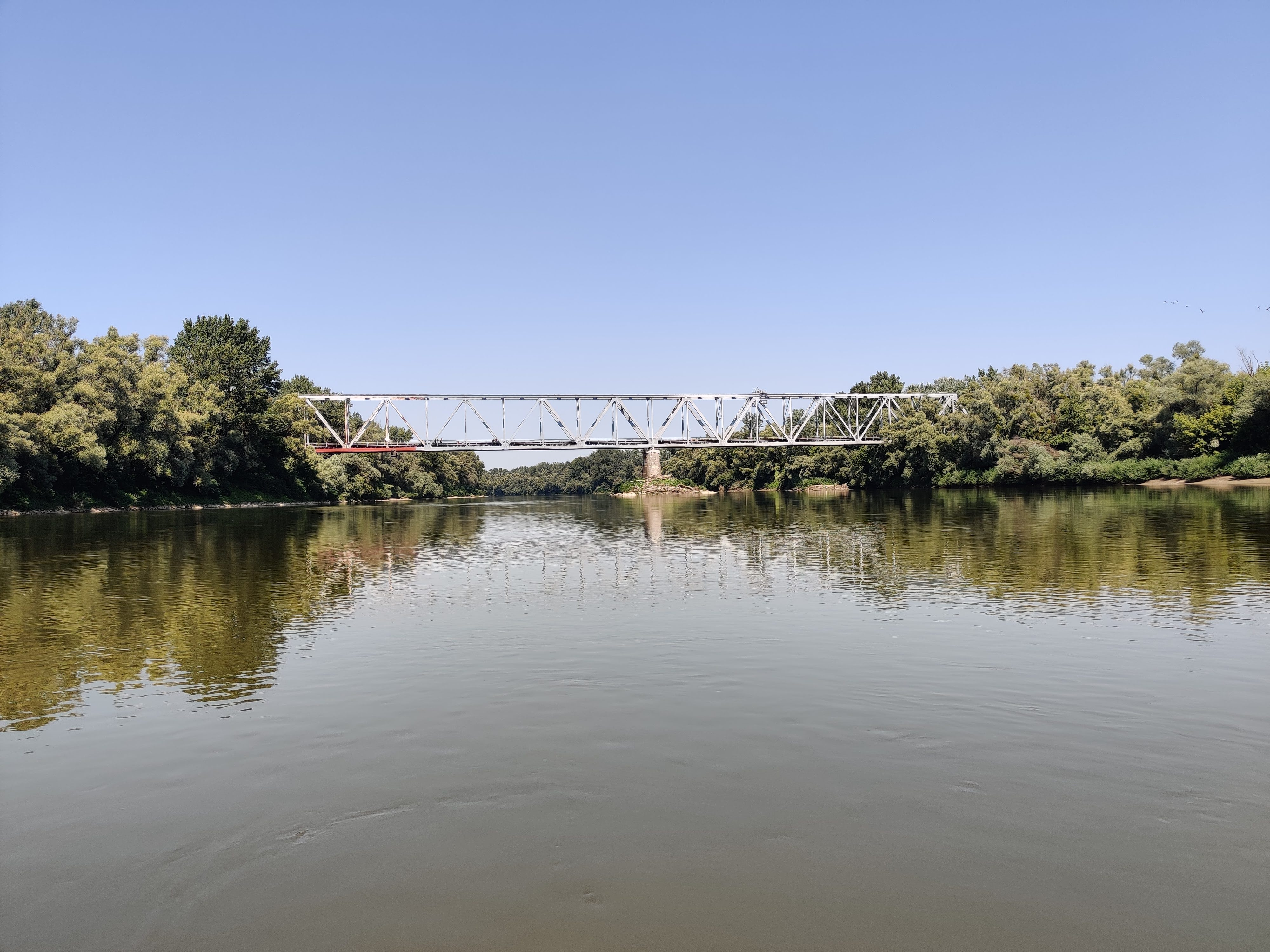
Eisenbahnbrücke über die Theiß in Richtung Solowka

## Verkehr
Durch Tiszaszentmárton führt die Landstraße Nr. 4115. Es bestehen Busverbindungen über Zsurk nach Záhony sowie über Eperjeske nach Mándok. Die nächstgelegenen Bahnhöfe befinden sich in Záhony und Mándok. Durch das Gemeindegebiet verläuft eine Eisenstrecke in die Ukraine.